# 阿爸 (電影)
《阿爸：思慕的人》，2011年台灣電影。是一部傳記電影，敘述台語歌曲創作家洪一峰的故事。由洪一峰、洪榮宏、洪敬堯、洪榮良、林俊傑、江蕙、張惠妹、周杰倫、庾澄慶、周華健、五月天、S.H.E等人主演。

## 演員陣容[1]

### 主要角色
| 演員姓名 | 角色姓名 | 介紹                         |
| 洪一峰   | 洪一峰   | 本名洪文路，曾改藝名為洪文昌 |
| 羅玉     | 洪母     | 洪一峰的第二任妻子           |
| 愛玲     | 阿姨     | 洪一峰的學生，第三任妻子     |
| 洪榮宏   | 洪榮宏   | 洪家長子                     |
| 洪敬堯   | 洪敬堯   | 洪家次子                     |
| 洪榮良   | 洪榮良   | 洪家么子                     |
| 林俊吉   | 洪一峰   | 年輕時期（20－40歲）的洪一峰 |
| 林洧鋌   | 洪榮宏   | 幼年時期的洪榮宏             |
| 高笙元   | 洪敬堯   | 幼年時期的洪敬堯             |
| 洪恩     | 洪榮良   | 幼年時期的洪榮良             |

### 其他角色
| 演員姓名 | 角色姓名 | 介紹                                                                           |
| 周杰倫   | 周杰倫   | 演唱會來賓及幕後成員之一，演唱歌曲：〈思慕的人〉、〈阿爸〉（與洪榮宏共同演唱） |
| 張惠妹   | 張惠妹   | 同上，演唱歌曲：〈可憐的戀花，再會吧〉                                         |
| 余天     | 余天     | 同上，演唱歌曲：〈再會夜都市〉                                                 |
| 江淑娜   | 江淑娜   | 同上，演唱歌曲：〈台北發的尾班車〉                                             |
| 王識賢   | 王識賢   | 同上，演唱歌曲：〈悲情的城市〉                                                 |
| 張信哲   | 張信哲   | 同上，演唱歌曲：〈淡水暮色〉                                                   |
| 周華健   | 周華健   | 同上，演唱歌曲：〈一支小雨傘〉                                                 |
| 庾澄慶   | 庾澄慶   | 同上，演唱歌曲請參考電影原聲帶                                                 |
| 五月天   | 五月天   | 同上，演唱歌曲：〈寶島曼波〉                                                   |
| S.H.E    | S.H.E    | 同上，演唱歌曲：〈老唱盤〉                                                     |
| 鄭日清   | 鄭日清   | 同上，演唱歌曲：〈落大雨彼一日〉                                               |
| 康丁     | 康丁     | 同上                                                                           |
| 魏少朋   | 魏少朋   | 同上                                                                           |
| 伍思凱   | 伍思凱   | 同上                                                                           |
| 江蕙     | 江蕙     | 同上                                                                           |
| 林俊傑   | 林俊傑   | 同上                                                                           |
| 康康     | 康康     | 模仿洪一峰及洪榮宏的唱腔                                                       |

### 特別演出
- 依照筆劃順序

| 演員姓名 | 角色姓名 | 介紹                                                                         |
| 紀露霞   | 紀露霞   | 上廣播節目與洪敬堯一同暢談父親洪一峰當藝人的辛酸史，同時演唱歌曲：〈孤戀花〉 |

## 電影歌曲
- 主題曲：〈阿爸〉，作詞：方文山，作曲：周杰倫，主唱：周杰倫+洪榮宏

### 電影原聲帶
《阿爸》電影原聲帶〈戀花〉由台灣索尼音樂娛樂股份有限公司發行，片數為1CD。
發行日期：2010年10月22日
- 曲目

1. 〈寶島青春夢〉主唱：洪敬堯
2. 〈戀花〉主唱：洪敬堯
3. 〈阿爸〉主唱：周杰倫+洪榮宏
4. 〈老唱盤〉主唱：S.H.E.+洪敬堯
5. 〈寶島曼波〉主唱：阿信（五月天）+洪榮宏
6. 〈最長的擁抱〉主唱：庾澄慶+洪敬堯
7. 〈愛常常喜樂〉主唱：江蕙+洪榮宏+洪敬堯+王力宏+周華健+伍思凱
8. 〈綿綿舊情〉主唱：林慧萍+洪榮宏+洪敬堯
9. 〈快樂的牧場〉主唱：林俊傑
10. 〈思慕的人〉主唱：阿信（五月天）
11. 〈新放浪人〉生主唱：洪榮宏+洪敬堯
12. 〈男人愛歌〉主唱：康康（康晉榮）+洪敬堯
13. 〈思慕的人〉（PK版）主唱：盧廣仲

## 幕後製作團簡介
- 音樂總監：洪敬堯

## 獎項
- 入圍第48屆金馬獎最佳原創電影歌曲：周杰倫+洪榮宏〈阿爸〉

## 外部連結
- 《阿爸》(Abba)痞客邦官方部落格 （页面存档备份，存于）
- MSN娛樂網電影《阿爸》(Abba)相關網站 （页面存档备份，存于）
- 《阿爸》的Facebook專頁
- Yahoo奇摩電影上《阿爸：思慕的人》的資料（繁體中文）
- MSN娛樂上《阿爸：思慕的人》的資料（繁體中文）

- 開眼電影網上《阿爸：思慕的人》的資料（繁體中文）
- 豆瓣电影上《阿爸：思慕的人》的資料 （简体中文）
- 时光网上《阿爸：思慕的人》的資料（简体中文）
- 香港影庫上《阿爸：思慕的人》的資料（繁體中文）
- 互联网电影数据库（IMDb）上《阿爸：思慕的人》的资料（英文）